# Ipertensione arteriosa secondaria
L'ipertensione arteriosa secondaria generalmente è dovuta a cause più frequentemente renali, oppure per cause endocrinologiche.
Tra le cause endocrinologiche vi sono il feocromocitoma (neoplasia di cellule cromaffini secernenti adrenalina e noradrenalina, nel 90% dei casi è interessata la midollare del surrene), l'iperaldosteronismo primario, la sindrome di Cushing (eccessiva produzione di cortisolo) e le sindromi adrenogenitali (eccessiva secrezione di ormoni sessuali).
L'ipertensione di origine renale può essere renovascolare (quando l'arteria renale o uno dei suoi rami risulta stenotica) o dovute ad alterazioni parenchimatose: glomerulonefrite acuta o cronica, pielonefrite cronica, nefropatia diabetica, nefropatia da analgesici.
Altre forme di ipertensione secondarie sono l'ipertensione neurogena (dovuta ad alterata percezione delle afferenze barocettive al livello del sistema nervoso centrale), coartazione aortica, preeclampsia, policitemia, ipertensione da farmaci, tumori secernenti renina.